# 債券
債券（さいけん、英: Bond）とは、資金調達を目的として、元本を返済する一定期限（最終償還日）までの期間、一定期日に一定利率の利息を支払うことを約束した証券。有価証券の一種である。

## 概要
債券は債権者に対する関係では一種の借用証書である。しかし、債券は発行額を一定単位の額面額で多数に分割したもので、均一の条件で不特定多数の投資家が購入する点、投資家は必要があればいつでも売却することが可能（売却価格は市場動向により変動する）といった点で異なる。
債券は株式とは異なり、配当はないが、その代わり利息がつく。また、発行条件により異なるが、発行体解散時の償還は株式より優先される。このため債券への投資のリスクは株式への投資のリスクよりも低いといえる。ただし通常の金銭消費貸借の場合と比較して無担保が原則であり、発行体の信用が低ければデフォルト（債務不履行）に陥る可能性が高くなる。発行体の信用が低いジャンク債は、リスクが高い分、利回りは高い。
債券は、一般には償還期間がより長い債券のほうが利率が高い。しかし、まれに長期債券の利回りが短期債券の利回りを下回ることがある（詳細は長短金利の逆転を参照）。一般的な場合、償還期間を横軸に、利回りを縦軸にとると、右肩上がりのライン（イールドカーブ）を描く。これは、将来的に利率が上がるリスクがあるからである。
債券は、発行体、償還期間、残存償還期間、償還順位の優劣などの組み合わせで商品の数が、株式の商品数に比較してかなり多い。そのために、国債などの十分な流動性を有しているものを除くと一般的には相対取引で取引される。

## 債券の発行
債券を発行することを起債という。広く不特定多数の投資家に均一の条件で発行される債券を公募債、縁故者など特定の関係者に対して発行される債券を非公募債（縁故債）という。
債券には国内債と外国債があるが、国内債は発行主体によって公共債（国債、特別債、地方債）と民間債（普通社債、金融債）に分けられる。公的機関の発行する債券（公共債）と民間団体の発行する債券を総称して公社債という。

## 債券と利息

### 債券価格と「利回り」「利率」の関係
債券の「利率」と「利回り」は、同じではない。
「利率」とは、債券発行時に設定する利息率である。額面100万円、1年後に101万円が償還される債券の利率は1%である。
「利回り」は、債券への投資元本に対する収益の割合である。債券価格が下がれば利回りは上がり、債券価格が上がれば利回りは下がる。例えば、1年後に100万円が償還される債券があるとする。取引市場における現在の債券価格が97万円なら利回りは約3%、債券価格が98万円なら約2%である。
また、利率から逆算される現在価格を割引現在価値という。求め方は以下の通りである。
- 債券現在価格 ＝ 償還額 ÷ 償還までの合計利回り
- 償還までの合計利回り ＝ （1 ＋ 期間利率 ÷ 100）^期間

### 利息に関する形態
利息支払いのための利札が付いた債券を利付債、利息相当額を差引いた額面で発行される債券を割引債という。

## 債券の償還
債券発行者が元本を債券の所有者に返済することを償還という。株式とは異なり、債券は満期に元本を償還する必要がある。
- 満期償還 - 予め定められた償還期限での償還[4]
- 定時償還 - 一定の据置期間に定期的に一定額ずつ償還[4]
- 繰上償還 - 償還期限前に元本の一部又は全部を償還[4]
- 買入消却 - 発行体が市場で自己の既発債券を買い入れて消却[4]

## 債券の種類
発行体による分類 （どこから債券を発行するかによる分類）
- 国債
- 地方債
- 特別債
- 金融債
- 社債

償還の優先順位による分類 （発行体の破綻時に償還を受け取る優先順による分類）
- 優先債
- メザニン債
- 劣後債

債券の形態による分類 （利子、額面発行するのか、株式との関係などによる分類）
- 利付債
- 割引債
- 転換社債型新株予約権付社債（転換社債）
- 新株予約権付社債（ワラント債）
- 他社株転換社債（EB債）
- 仕組債
- コンソル債
- インフレ連動債
- スクーク（イスラム債券）

償還期限による分類
- 短期債 - 1年未満で償還されるもの。CP、短期国債など
- 中期債 - 1年以上5年程度で償還されるもの。中期国債
- 長期債 - 償還期間が5年から10年程度のもの。長期国債
- 超長期 - 償還期間が10年から30年程度のもの。

償還条件による分類
- コーラブル債 - 繰上げ償還が可能。発行者がコールオプション（買取権）を持つ
- ノンコーラブル債 - 繰上げ償還条項なし。大部分の債券が該当
- 永久債 - 永久に利子が支払われる債券

担保による分類 （担保の有無や保証などによる分類）
- 政府保証債
- 一般担保債
- 物上担保債
- 無担保債

通貨による分類 （払込・償還・利払いの時受け渡しを行う通貨による分類）
- 円建債
- 外国通貨建債(外債)
- 二重通貨建債